# 나카노촌 (시마네현 이시군)
나카노촌(中野村)은 시마네현 이시군에 있던 촌이다. 현재의 운난시에 해당한다.